# Österreichring-Sicherheitsstaffel
Die Österreichring-Sicherheitsstaffel ist eine österreichische Spezialeinheit für die Streckensicherung und Sicherheit bei Motorsportveranstaltungen. Sie wurde 1974 gegründet und hat ihren Sitz am Red Bull Ring in Spielberg, wo sie regelmäßig bei internationalen Events wie dem Großen Preis von Österreich der Formel 1 und dem Großen Preis von Österreich für Motorräder im Einsatz ist.
Die Sicherheitsstaffel übernimmt Aufgaben wie Streckenabsicherung, Rettungseinsätze, technische Bergungen und Unterstützung der Rennleitung. Seit ihrer Gründung hat sie sich mit moderner Ausrüstung und umfangreicher Ausbildung zu einer der führenden Organisationen ihrer Art in Europa entwickelt und sichert jährlich zahlreiche Motorsportveranstaltungen im In- und Ausland ab.

## Geschichte
Bis in die 1970er-Jahre war Sicherheit bei Motorsportveranstaltungen kein großes Thema. Jährlich verunglückten auch in der Formel 1 mehrere Fahrer tödlich. Um die Motorsportszene ein wenig sicherer zu machen, entstand 1973 die Idee, eine schnelle motorisierte Eingreiftruppe zu gründen, eine eigene, motorisierte Lösch- und Bergemannschaft zur Sicherung von Motorsportveranstaltungen. Das Resultat von Gesprächen mit den Verantwortlichen des Österreichrings war 1974 die Gründung des Vereins „Ö-Ring-Staffel-Rennstreckensicherung“. 1996 übernahm die Österreichring-Sicherheitsstaffel unter der Bezeichnung „A1-Ring-Rennstreckensicherung“ die gesamte Sicherheit inklusive der Streckenposten auf der verkürzten und modernisierten Nachfolgerennstrecke des Österreichrings. Dazu gehörte auch die Zusammenarbeit mit verschiedenen Motorsport-Marshals, mit den Rennärzten, dem Roten Kreuz und dem mit den damals neuesten medizinischen Geräten ausgerüsteten Medical Centre. Die große Anzahl an Veranstaltungen und die stetig wachsenden bürokratischen Anforderungen konnten vom Verein nicht mehr alleine getragen werden. Zur Unterstützung wurde im Jahr 2016 die RS-S Racing Safety-Services GmbH als Tochtergesellschaft des Vereins gegründet. Die Österreichring-Sicherheitsstaffel wurde an die RS-S GmbH übergeben. Heute kann man bei Großveranstaltungen auf über 200 Mitarbeiter zurückgreifen.

## Aufgaben
In ihren Anfangsjahren konzentrierte sich die Österreichring-Sicherheitsstaffel auf klassische Einsatzaufgaben: Brandbekämpfung, Fahrzeugbergung und Rettung eingeklemmter Fahrer. Mit dem wachsenden Motorsportangebot in der Obersteiermark entwickelte sich auch das Einsatzspektrum weiter. Schon bald übernahm die Staffel zusätzliche Aufgaben in der Boxengasse. Auch Fahrer für Safety- und Medical-Cars wurden gestellt – eine Tradition, die bis heute am Red Bull Ring fortgeführt wird.
Neben dem Motorsport war die Staffel über viele Jahre auch auf der sogenannten „Gastarbeiterroute“ im Einsatz – einer stark befahrenen, unfallträchtigen Transitstrecke durch die Steiermark. Für diese Aufgaben wurden die Mitglieder offiziell vom Land Steiermark vereidigt. 
1997 wurden die Streckenposten in die Sicherheitsstaffel integriert. Seitdem gehört auch die Betreuung der Flaggen- und Arbeitsposten zum festen Bestandteil ihrer Arbeit. Ab Mitte der 2000er Jahre folgten vermehrt Einsätze im Rallyesport – inklusive Funkposten, SP-Leitern und Medical Intervention Cars. Heute kann die Staffel komplette Sonderprüfungen eigenständig absichern.

### Einsatzbereiche
Die Einsatzleitung übernimmt Planung, Schulung und Durchführung bei Motorsportveranstaltungen. Sie kann einzelne Teilbereiche unterstützen oder die Gesamtverantwortung übernehmen – von Sicherheitskonzepten über Genehmigungen bis zur operativen Abwicklung.
Zielgerichtete Briefings und praktische Schulungen bereiten alle Mitarbeitenden auf ihre Einsätze vor. Inhalte der Schulungen und Briefings beinhalten Abläufe, Besonderheiten und sicherheitsrelevante Themen.

#### Auflistung der wichtigsten Funktionen
- Leiter der Streckensicherung (Chief Safety Officer): Koordiniert Einsätze, agiert als Schnittstelle zwischen Rennleitung, Medical-Team und Marshals.
- Rescue Chief: Koordiniert technische Rettung bei Unfällen mit Personenschäden.
- Sonderprüfungsleiter (Rallye): Verantwortlich für Sicherheit und Ablauf auf Sonderprüfungen, inklusive Aktivierung der Rettungskette.
- Marshals: Vielseitig ausgebildet für Rundstrecke, Rallye, Kart.

- Flaggenposten: Kommunizieren mit Fahrern über Flaggenzeichen – ein zentrales Bindeglied zur Rennleitung.
- Light Controller: Bedienen LED-Flaggenanlagen – besonders bei F1 und MotoGP.
- Arbeitsposten: Unterstützen Bergungen mit Traktor oder Hebegurt.
- Funkposten (Rallye): Überwachen Teilnehmerpositionen, aktivieren Rettungskette bei Unfällen.
- Pit Marshals: Gewährleisten Brandschutz und Fahrzeugbergung in der Boxengasse.
- Fire Marshals: Eingreifen bei Fahrzeugbränden entlang der Strecke.

- Medical Car Driver: Transportiert Notfallteam schnell zum Unfallort – fährt direkt nach Start mit dem Feld mit.
- Safety Car Driver: Neutralisiert Rennen bei Gefahr, führt das Feld sicher – genaue Kenntnis der Strecke und des Renngeschehens erforderlich.[14][15]